# Maison Metternich
Pour les articles homonymes, voir Metternich (homonymie).
La Maison Metternich est le lieu de naissance du prince de Metternich. Elle a été construite en 1674 et est située au 8 Münzplatz à Coblence. 
Depuis 2002, la Maison Metternich fait partie du patrimoine mondial de l'UNESCO de la vallée moyenne du Rhin. Elle est aujourd'hui un musée avec notamment une exposition sur «La paix a besoin de spécialistes - Alternatives à la violence».

## Source
- (de) Cet article est partiellement ou en totalité issu de l’article de Wikipédia en allemand intitulé « Haus Metternich (Koblenz) » (voir la liste des auteurs).